# Dendrodochium pinastri
Dendrodochium pinastri är en lavart som beskrevs av Paol. 1887. Dendrodochium pinastri ingår i släktet Dendrodochium och familjen Bionectriaceae.   Inga underarter finns listade i Catalogue of Life.